# Cotachena pubescens
Cotachena pubescens és una arna de la família dels cràmbids. Va ser descrita per Warren l'any 1892. Es troba a Taiwan, Xina i Indonèsia.